# Коркоран (Міннесота)
Коркоран (англ. Corcoran) — місто (англ. city) в США, в окрузі Ганнепін штату Міннесота. Населення — 6185 осіб (2020).

## Географія
Коркоран розташований за координатами 45°6′24″ пн. ш. 93°34′40″ зх. д. / 45.10667° пн. ш. 93.57778° зх. д. (45.106787, -93.577903).  За даними Бюро перепису населення США в 2010 році місто мало площу 93,24 км², з яких 92,52 км² — суходіл та 0,72 км² — водойми.

## Демографія
Згідно з переписом 2010 року, у місті мешкало 5379 осіб у 1867 домогосподарствах у складі 1543 родин. Густота населення становила 58 осіб/км².  Було 1919 помешкань (21/км²).
Расовий склад населення:
| - 92,8 % — білих - 3,4 % — азіатів - 0,5 % — корінних американців - 0,4 % — чорних або афроамериканців - 1,7 % — осіб інших рас |

До двох чи більше рас належало 1,2 %. Частка іспаномовних становила 2,8 % від усіх жителів.
За віковим діапазоном населення розподілялося таким чином: 25,1 % — особи молодші 18 років, 65,6 % — особи у віці 18—64 років, 9,3 % — особи у віці 65 років та старші. Медіана віку мешканця становила 44,4 року. На 100 осіб жіночої статі у місті припадало 108,2 чоловіків;  на 100 жінок у віці від 18 років та старших — 109,2 чоловіків також старших 18 років.
Середній дохід на одне домашнє господарство  становив 123 739 доларів США (медіана — 97 778), а середній дохід на одну сім'ю — 132 480 доларів (медіана — 100 466). Медіана доходів становила 65 714 долари для чоловіків та 42 447 доларів для жінок. За межею бідності перебувало 2,9 % осіб, у тому числі 2,8 % дітей у віці до 18 років та 6,5 % осіб у віці 65 років та старших.
Цивільне працевлаштоване населення становило 2985 осіб. Основні галузі зайнятості: виробництво — 14,6 %, освіта, охорона здоров'я та соціальна допомога — 14,0 %, будівництво — 11,6 %, науковці, спеціалісти, менеджери — 10,2 %.